# Novovoronțovka, Ucraina
Novovoronțovka (în ucraineană Нововоронцовка) este așezarea de tip urban de reședință a raionului Novovoronțovka din regiunea Herson, Ucraina. În afara localității principale, nu cuprinde și alte sate.

## Demografie
Componența lingvistică a așezării de tip urban Novovoronțovka
     Ucraineană (94,46%)
     Rusă (5,06%)
     Alte limbi (0,29%)
Conform recensământului din 2001, majoritatea populației așezării de tip urban Novovoronțovka era vorbitoare de ucraineană (94,46%), existând în minoritate și vorbitori de rusă (5,06%).